# NGC 951
NGC 951 је спирална галаксија у сазвежђу Кит која се налази на NGC листи објеката дубоког неба.
Деклинација објекта је - 22° 20' 57" а ректасцензија 2h 28m 56,9s. Привидна величина (магнитуда) објекта NGC 951 износи 14,7 а фотографска магнитуда 15,5. NGC 951 је још познат и под ознакама ESO 479-8, MCG -4-7-1, AM 0226-223, PGC 9442.